# World Maritime University

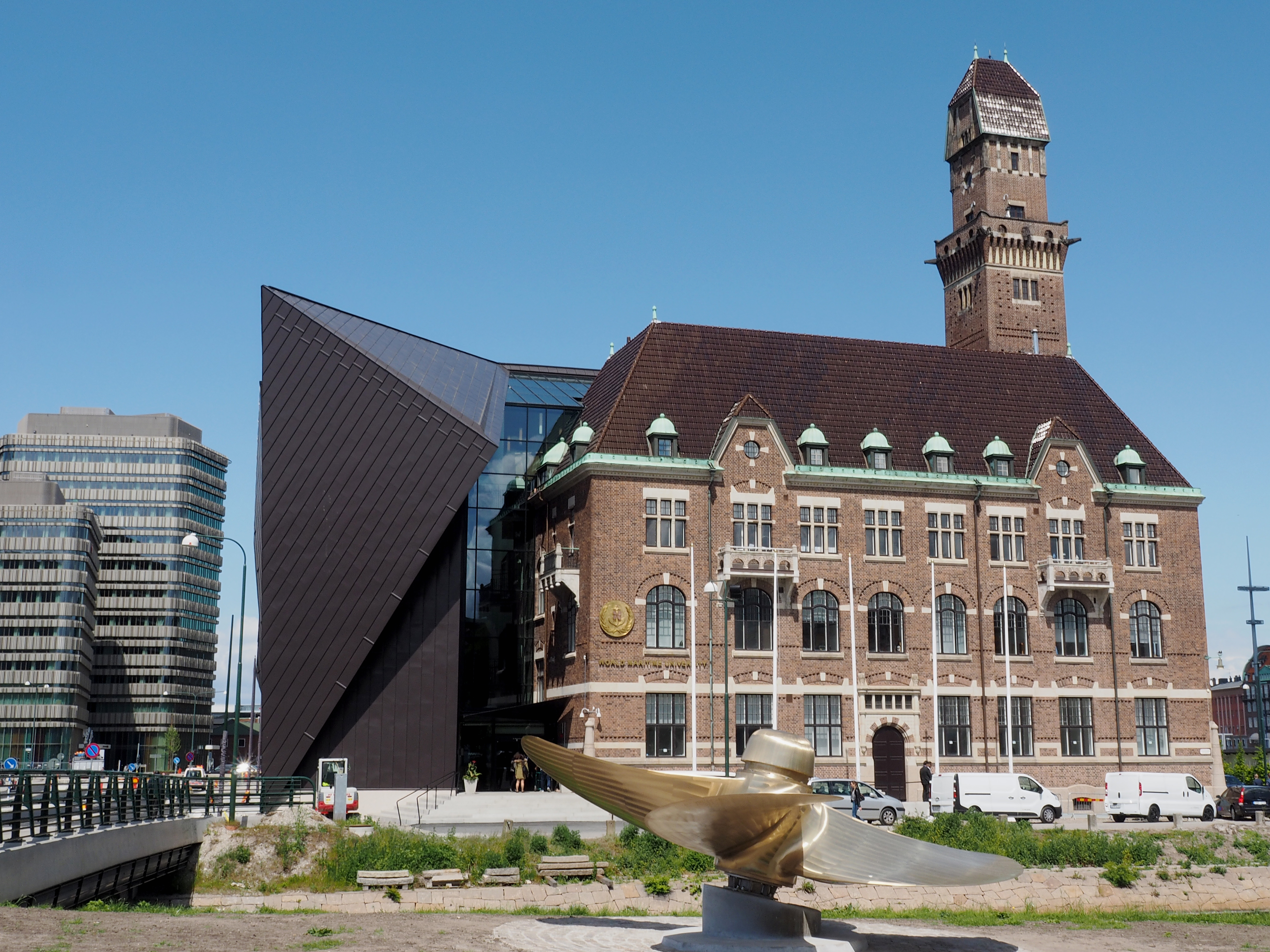
World Maritime University, Malmö

Die World Maritime University (WMU; dt. Weltschifffahrts-Universität) wurde 1983 von der Internationalen Seeschifffahrts-Organisation gegründet. Ihr Hauptsitz ist Malmö (Schweden). Weitere Campusse bestehen in Shanghai und Dalian (jeweils in China). Ziele sind eine einheitliche Ausbildung der Studenten und die technische Zusammenarbeit.
Die internationale Universität ist Teil der Internationalen Seeschifffahrts-Organisation, einer Sonderorganisation der Vereinten Nationen (London).  Die Hochschule wird von der schwedischen Regierung kofinanziert.
Folgende Studienabschlüsse für Postgraduierte sind möglich: Doctor of Philosophy (PhD), Master of Science (MSc) und Postgraduate Diploma (PGD); weitere Abschlüsse werden in den chinesischen Niederlassungen angeboten: Master of Science in International Transport & Logistics und Master of Science in Maritime Safety & Environmental Management. Der Studiengang im Fernstudium Postgraduate Diploma in Marine Insurance wird in Zusammenarbeit mit der Lloyd’s Maritime Academy angeboten.
Bis 2010 haben 3040 Studierende Studiengänge an der WMU abgeschlossen.
Der von 1974 bis 1989 amtierende Generalsekretär der Internationalen Seeschifffahrts-Organisation (IMO) Chandrika Prasad Srivastava wurde 1991 erster Kanzler der World Maritime University.
Die World Maritime University (Malmö) veröffentlichte in Ergänzung der Forschungstätigkeit des „Seafarers International Research Centre (SIRC)“ der Cardiff University zum Thema Seafarer Fatigue (Ermüdung und Übermüdung von Seeleuten) als einen wichtigen Aspekt des international geltenden International Safety Management Codes im Jahre 2017 eine Fallstudie im Rahmen einer Dissertation zur Erlangung des „Master of Science in Maritime Affairs“. Diese bezog sich bei den „Risk Factors, Perceptions and  Outcomes of Fatigue“ auf den „Seafarers Fatigue film – Cardiff University“ und stellte bei „stress and exhaustion“ die Bedeutung von „adequate rest“ heraus.

## Bekannte Absolventen
- Moses Amweel, ehemaliger namibischer Minister
- Kitack Lim, südkoreanischer Generalsekretär der Internationalen Seeschifffahrts-Organisation